# 208e division côtière
Pour les articles homonymes, voir 208e division.
La 208e division côtière (208ª Divisione Costiera) était une division d'infanterie de l'armée italienne pendant la Seconde Guerre mondiale. La division était basée en Sicile durant l'opération Husky.
Les divisions côtières étaient des divisions de deuxième ligne, généralement formées d'hommes dans la quarantaine et la cinquantaine destinés à effectuer des tâches ouvrières. Les hommes recrutés localement étaient souvent commandés par des officiers appelés à la retraite. Leurs équipements étaient également de basse qualité.

## Ordre de bataille
- 133e régiment d'infanterie côtier
- 147e régiment d'infanterie côtier
- 28e groupe d'artillerie (6 batteries)